# Angelos (biskup Londynu)
Angelos – duchowny Koptyjskiego Kościoła Ortodoksyjnego, od 2017 biskup Londynu. Posługę rozpoczął w 1995 r. jako parafialny ksiądz. Sakrę otrzymał w 1999 roku z rąk Szenudy III i mianowany został biskupem Wielkiej Brytanii. 18 listopada 2017 roku stał się biskupem Londynu.